# Cantonul Pont-de-Veyle
Cantonul Pont-de-Veyle este un canton din arondismentul Bourg-en-Bresse, departamentul Ain, regiunea Rhône-Alpes, Franța.

## Comune
- Bey
- Cormoranche-sur-Saône
- Crottet
- Cruzilles-lès-Mépillat
- Grièges
- Laiz
- Perrex
- Pont-de-Veyle (reședință)
- Saint-André-d'Huiriat
- Saint-Cyr-sur-Menthon
- Saint-Genis-sur-Menthon
- Saint-Jean-sur-Veyle